# Constant Troyon
Constant Troyon (Sèvres, 28 agosto 1810 – Parigi, 21 febbraio 1865) è stato un pittore francese, appartenente alla Scuola di Barbizon.

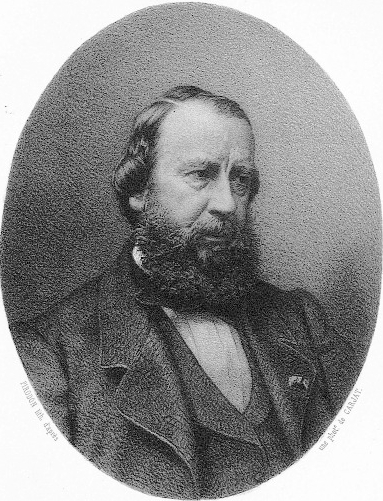
Constant Troyon

Figlio del decoratore Jean-Marie-Dominique (1780-1817) e di un'operaia, Jeanne Pracht, fece i primi studi di pittura con Denis-Desiré Riocreux, conservatore del museo di Sèvres, e con Camille Roqueplan. Nel 1830 Troyon lavorò insieme al pittore Paul Huet.
Nel 1846 scoprì i grandi paesaggisti olandesi del Seicento e si dedicò alla pittura del paesaggio e degli animali. Come ai suoi amici della Scuola di Barbizon (tra i quali vi era Claude Monet), il successo gli arrise al Salon di Parigi del 1855. Sarà premiato al Salon altre quattro volte e otterrà anche la Legion d'onore: Napoleone III e Théophile Gautier furono suoi ammiratori.
Morì nel 1865, affetto da gravi disturbi psichici. È sepolto nel cimitero di Montmartre.
 Sua madre - Troyon non si sposò mai – istituì dopo la sua morte il Prix Troyon, dedicato ai pittori di animali e assegnato dall'École des Beaux Arts di Parigi.

## Opere

Andando al mercato, 1859

- Veduta di La Ferté-Saint-Aubin, presso Orléans, 1837, Los Angeles County Museum of Art
- Madre e figlio in un paesaggio, 1840, Collezione privata
- Il taglio della legna, 1846, Palais des Beaux-arts, Lilla
- Raggruppando il gregge, Collezione privata
- Raccolto sulle alture di Suresnes, Musée d'Orsay, Parigi
- Il guardacaccia, Musée d'Orsay, Parigi
- Guardiana d'oche, Musée d'Orsay, Parigi
- Gregge al guado, 1852, Louvre, Parigi
- Veduta dalle alture di Suresnes, 1856, Louvre, Parigi
- Vacche al pascolo, Louvre, Parigi
- Andando al mercato, 1859, Ermitage, San Pietroburgo
- Ritorno alla fattoria, 1859, Louvre, Parigi
- Studio di paesaggio, 1860, Pinacoteca di Monaco di Baviera